# 팀발로
팀발로(이탈리아어: Timballo)는 이탈리아의 요리로 파스타, 쌀 또는 감자 등을 쌓아서 구워 만드는 요리이다. 세부적인 재료는 지역에 따라 다르며 대표적인 변형으로는 버섯과 새우 소스를 쓴 "팀발로 알베로니(이탈리아어: Timballo Alberoni)"와 송아지고기와 토마토 소스를 쓴 "팀발로 파타데세(이탈리아어: Timballo Pattadese)"가 있다.

## 같이 보기
- 라사녜 알 포르노